# Hygrotrama
Hygrotrama is een monotypisch geslacht van schimmels behorend tot de familie Clavariaceae. Het bevat maar een soort, namelijk Hygrotrama bicolor.